# Aplidium dakarensis
Aplidium dakarensis is een zakpijpensoort uit de familie van de Polyclinidae. De wetenschappelijke naam van de soort is voor het eerst geldig gepubliceerd in 1948 door Peres.